# يوجين بامبيرغر
يوجين بامبيرغر (بالألمانية: Eugen Bamberger)‏ هو كيميائي ألماني، ولد في 19 يوليو 1857 في برلين في ألمانيا، وتوفي في 10 ديسمبر 1932 في Ponte Tresa ‏ في سويسرا.